# Sub Pop Records
La Sub Pop è un'etichetta discografica di Seattle, nello stato di Washington, che raggiunse la notorietà negli anni Novanta per avere per prima scritturato band come Nirvana, Soundgarden, Mudhoney e molte altre della scena del grunge. L'etichetta è largamente riconosciuta come una delle prime a far conoscere il grunge. Attualmente è partecipata al 49% dal Warner Music Group, una delle principali case discografiche al mondo. La Sub Pop possiede inoltre una partecipazione del 5% nella Alternative Distribution Alliance, della quale il Warner Music Group possiede il restante 95%.

## Storia
La Sub Pop fu fondata da Bruce Pavitt a Olympia, nello stato di Washington, nel 1979 ed originariamente era una fanzine denominata Subterranean Pop (nome che fu abbreviato in Sub Pop a partire dal secondo numero). Ispirandosi alla fanzine Fast Forward, anche la Sub Pop cominciò alternando l'uscita dei numeri della fanzine con delle compilation di band americane (e non solo) su musicassetta. La fanzine ebbe vita breve, ci furono nove numeri in tutto: sei riviste e tre cassette (i numeri 5, 7 e 9). Dopo il numero 9, la Sub Pop cominciò a pubblicare solo musicassette (le cui copertine erano curate dai cartoonist Charles Burns e Peter Bagge), ma il progetto fu in seguito abbandonato per via dell'enorme mole di lavoro che richiedeva. Proseguì dunque in forma di articolo nel quotidiano di Seattle The Rocket per parecchi anni a seguire.
Nel 1986 Pavitt si trasferì a Seattle, dove pubblicò il primo LP targato Sub Pop, la compilation Sub Pop 100. Nel 1987 la Sub Pop pubblicò l'EP Dry as a Bone dei Green River, e nello stesso anno Pavitt conobbe Jonathan Poneman. Kim Thayil dei Soundgarden presentò Pavitt a Jonathan Poneman, ed i due decisero di creare un'etichetta musicale nel 1986. Con numerose band della scena locale sotto contratto con la loro etichetta, Pavitt e Poneman si impegnarono a pubblicizzarne la musica, per promuovere la propria etichetta.
Il primo passo fu la creazione del Sub Pop Singles Club, un servizio a pagamento in base al quale i sottoscrittori ricevevano singoli delle band locali ogni mese, via posta. Il successo di quest'idea rese la Sub Pop un'etichetta potente nella scena locale, rendendo il nome Sub Pop sinonimo della musica dell'area di Seattle, in maniera simile a quello che la Motown Records era per Detroit. La prima release del servizio Singles Club fu Love Buzz/Big Cheese dei Nirvana, nel novembre 1988. Il Singles Club fu interrotto cinque anni più tardi, nel 1993, salvo essere rilanciato nel 1998. Nel 2002, il Singles Club fu nuovamente interrotto.
Al fine di aumentare ulteriormente la popolarità del grunge, Pavitt e Poneman convinsero un giornalista della rivista inglese Melody Maker a venire Seattle per scrivere un articolo sulla scena musicale locale. Nonostante l'importanza della Sub Pop nel rendere popolare il grunge, taluni fan di questa musica hanno mosso critiche all'operato di Pavitt e Poneman. Questi fan li accusarono infatti di aver fatto conoscere il grunge per motivazioni affaristiche più che per un reale amore per la musica. In seguito alla migrazione di molte band di successo della scena grunge, che dalla Sub Pop approdavano alle major, l'etichetta ha formato una joint venture con la Warner Music.
Nel 1996, Bruce Pavitt ha abbandonato l'etichetta per passare più tempo con la propria famiglia. La Sub Pop è inoltre nota per il rappresentante delle vendite Megan Jasper, colui che inventò la bufala del gergo grunge. La Sub Pop ha all'attivo un disco di platino, Bleach dei Nirvana e tre dischi d'oro, Give Up dei The Postal Service e i due album dei The Shins Oh, Inverted World e Wincing the Night Away. Anche il singolo Such Great Heights dei The Postal Service ha ottenuto il disco d'oro.
Nel 2006, la Sub Pop Records è divenuta la prima etichetta discografica ad ottenere il certificato Green-e. Collaborando con il programma Green-e e con la Bonneville Environmental Foundation, la Sub Pop "ha reso verde" la propria etichetta discografica acquistando una quantità di energia rinnovabile tale da coprire tutto il fabbisogno dei propri uffici. È stata la prima etichetta discografica in questo, per dimostrare l'impegno a diffondere la concezione che l'energia rinnovabile è una via concreta che i consumatori possono intraprendere per fare qualcosa per il riscaldamento globale.

## Le Compilation dell'etichetta
Le seguenti sono varie compilation pubblicate dalla Sub Pop per promuovere le proprie band. 
- Sub Pop 100 (1986)
- Sub Pop 200 (1988)
- Alice Cooper Tribute (1991)
- Sassy Single (1992)
- Say Hello to the Far East (1993)
- The Grunge Years (1994)
- Helter Shelter Box (1995)
- Stacked Up! (1995)
- Up Next Comp (1998)
- Soundcheck (1998)
- Badlands - A Tribute to Bruce Springsteens Nebraska (2000)
- Give The People What We Want- Songs Of The Kinks (2001)
- Is It...Dead (2001)
- Sub Pop Video Network Volume 1 (2003) (DVD)
- Patient Zero (2004)
- Now We Are Three (2005)
- PDX Pop Now 2005 (2005)
- Acquired Taste DVD (2006) (DVD)
- This Delicious (2006)
- Spin
- Afternoon Delight
- Curtis W. Pitts
- John Peel Sub Pop Sessions
- Never Mind the Molluscs
- Trim Crusts If Desired Cinnamon Toast Records
- Selector Dub Narcotic
- Four Dots
- A Bitter Pill to Swallow Over the Counter Records
- Walkman Rotation
- Succour The Terrascope Benefit Album
- Their Original Sins
- Sub Pop 10th Anniversary Singles Compilation
- Up in Orbit
- Us
- YoYo-a-Go-Go
- Lutz, Employee of the Month
- Terminal Sales Vol. 3 Happy Birthday To Me (2008)
- Sub Pop 300